# Vernon (Connecticut)
Vernon és una població dels Estats Units a l'estat de Connecticut. Segons el cens del 2005 tenia 29.491 habitants.

## Demografia
Segons el cens del 2000, Vernon tenia 28.063 habitants, 12.269 habitatges, i 7.275 famílies. La densitat de població era de 611,1 habitants/km².
Dels 12.269 habitatges en un 26,5% hi vivien nens de menys de 18 anys, en un 45,3% hi vivien parelles casades, en un 10,5% dones solteres, i en un 40,7% no eren unitats familiars. En el 33% dels habitatges hi vivien persones soles el 10,6% de les quals corresponia a persones de 65 anys o més que vivien soles. El nombre mitjà de persones vivint en cada habitatge era de 2,26 i el nombre mitjà de persones que vivien en cada família era de 2,9.
Per edats la població es repartia de la següent manera: un 22,1% tenia menys de 18 anys, un 7,7% entre 18 i 24, un 32,4% entre 25 i 44, un 23,9% de 45 a 60 i un 13,9% 65 anys o més.
L'edat mediana era de 38 anys. Per cada 100 dones de 18 o més anys hi havia 89,1 homes.
La renda mediana per habitatge era de 47.816 $ i la renda mediana per família de 59.599 $. Els homes tenien una renda mediana de 43.620 $ mentre que les dones 31.515 $. La renda per capita de la població era de 25.150 $. Aproximadament el 4,1% de les famílies i el 5,9% de la població estaven per davall del llindar de pobresa.